# Musique palestinienne

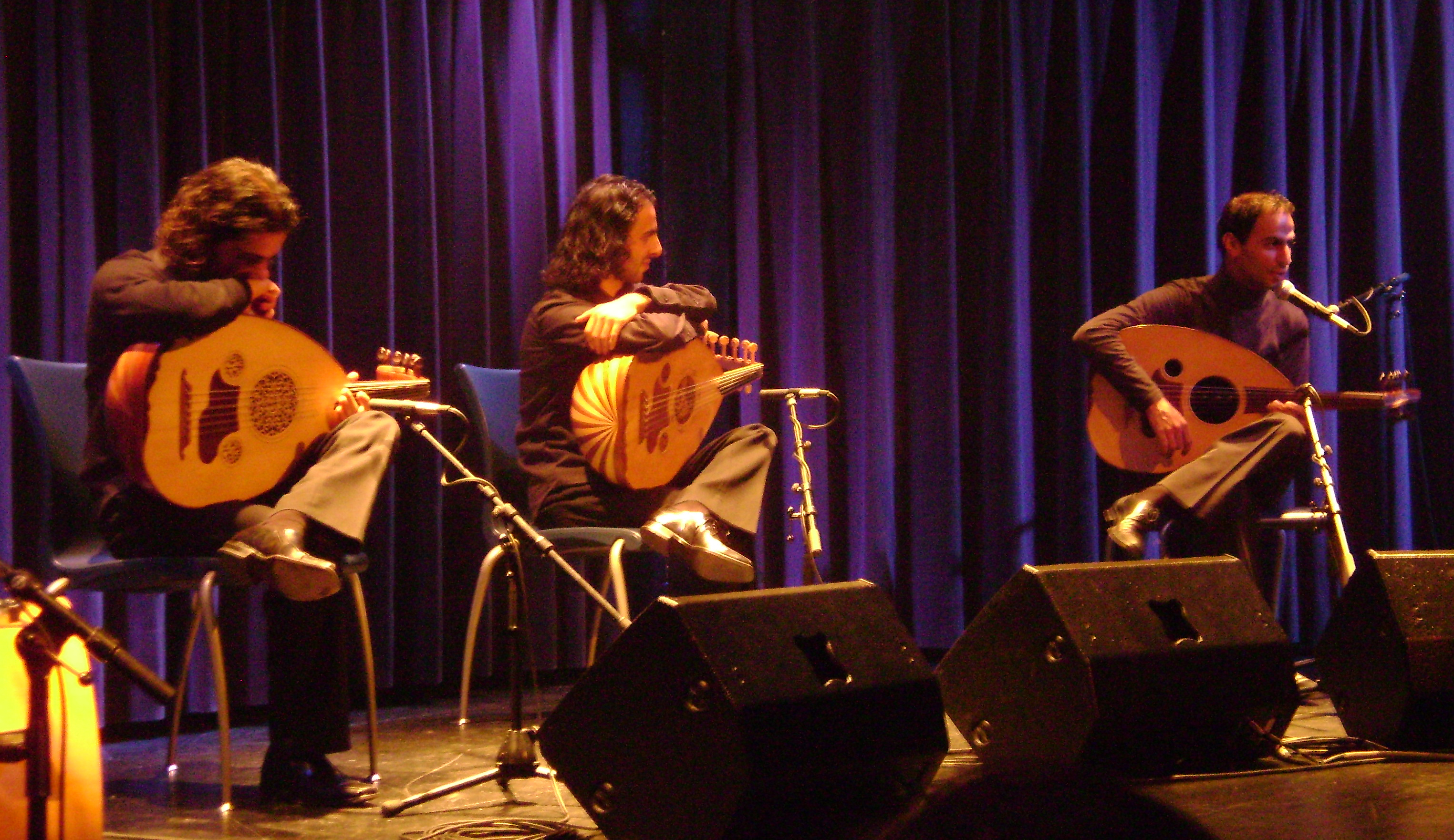
Le Trio Joubran.

La musique palestinienne (arabe : الموسيقى الفلسطينية ou al-musiqa-l-filastaniyya est l'un des sous-genres de la musique arabe semblable à la musique syrienne et la musique libanaise ; ces trois pays sont voisins et leurs cultures sont proches. On retrouve en effet les mêmes instruments de musique et le même style musical, mise à part quelques formes vocales de chants de travail et de troubadours itinérants (zajaleen).

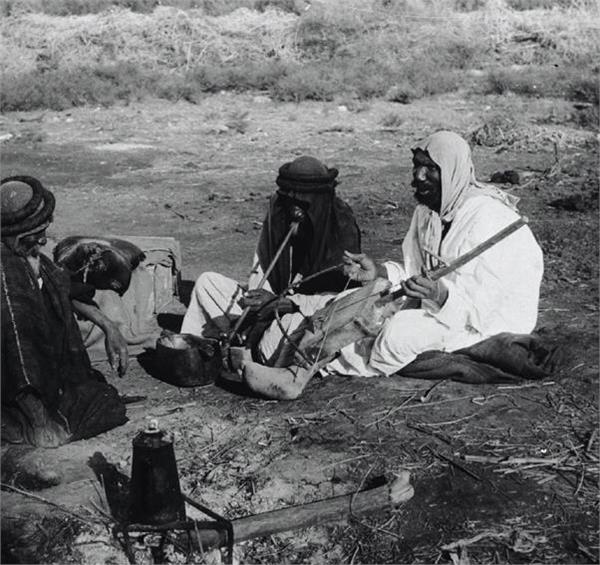
Bédouins de Palestine jouant du nay, 1935.

Compte tenu du contexte historique et géographique, cette musique s'est d'abord élaborée dans les zones rurales avant la création d'Israël ; Wasif Jawhariyyeh était un oudiste reconnu au début du siècle. Elle s'est ensuite éparpillée en zones citadines au gré des mouvements de populations et de l'évolution de la culture palestinienne.
Les années 1970 voient l'émergence d'un mouvement nationaliste qui touche aussi la musique et ses stars telles Sabreen et Al Ashiqeen. Après le déclenchement de la première Intifada, en 1987, des artistes encore plus engagés font leur apparition tels al- Funoun, Suhail Khoury, Jameel al-Sayih et Thaer Barghouti. 
Les années 1990 voient une stabilisation culturelle et de nouvelles figures : Yuad, Washem, Rim Banna, Mohsen Subhi, Adel Salameh, Issa Boulos, Le Trio Joubran (avec Wissam Joubran, Adnan Joubran et Samir Joubran), Basel Zayed, Turab et Reem Kelani.
La musique actuelle bénéficie de l'influence occidentale, notamment sous la forme du rap ou du hip-hop, avec des groupes tels DAM, DARG TeaM ou Ramallah Underground, ou sous celle du jazz et de la musique classique, comme Mohamed Najem.

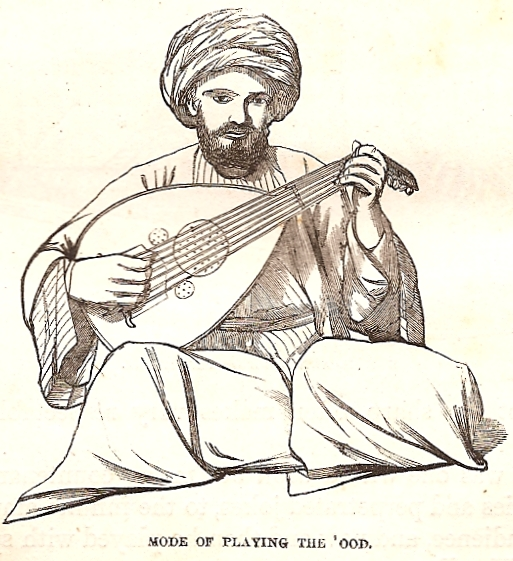
Oudiste
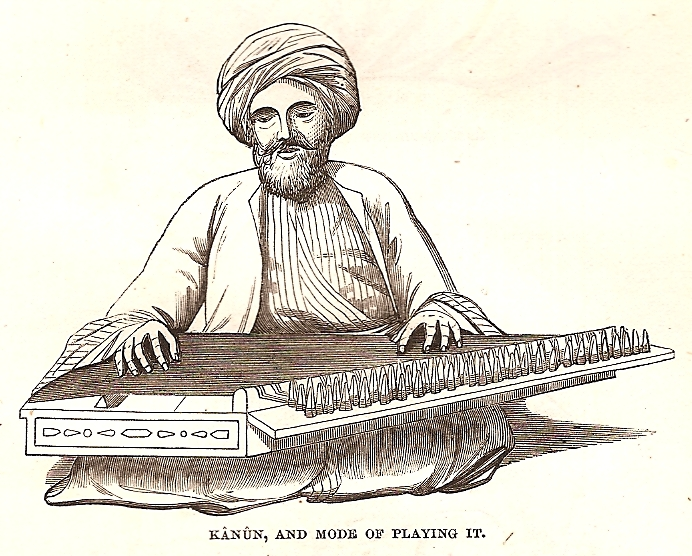
Joueur de qanun
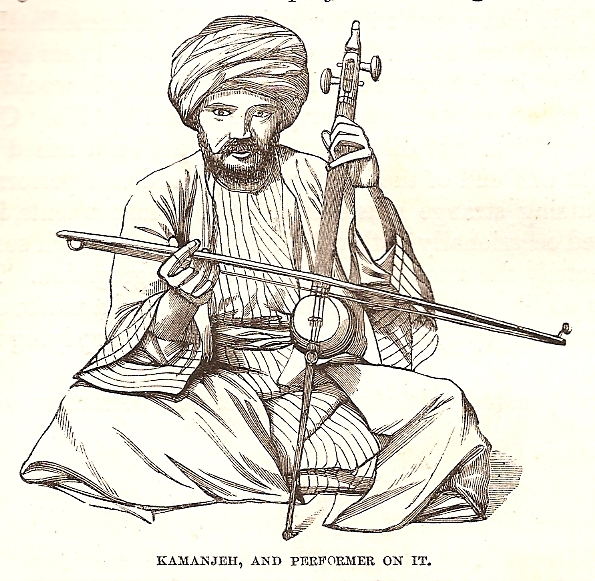
Joueur de kamânche